# Jednolity mechanizm nadzorczy
Jednolity mechanizm nadzorczy (ang. Single Supervisory Mechanism, SSM) – oznacza system nadzoru finansowego, złożony z Europejskiego Banku Centralnego i właściwych organów krajowych uczestniczących państw członkowskich UE.

## Historia
Idea stworzenia nadzoru finansowego na poziomie unijnym pojawiała się już w trakcie prac nad Unią Gospodarczą i Walutową. W liście prezesów banków centralnych państw członkowskich WE skierowanym do komitetu Delorsa z dnia 7 grudnia 1988 wskazano, że o ile podział kompetencji zakładający tworzenie regulacji finansowych na poziomie europejskim i jej stosowanie przez państwa członkowskie jest dobrze działającym rozwiązaniem, to większa koordynacja polityk odnoszących się do nadzoru ostrożnościowego byłaby pożądana. Prezesi wskazywali na rosnące powiązania i współzależności między gospodarkami, które ich zdaniem będą się jedynie pogłębiały wraz z rozwojem UGW, tym samym proponowali utworzenia forum, które umożliwiłoby koordynację polityk nadzorczych. Podczas odbywającej się tydzień później dyskusji nad treścią listu Wim Duisenberg i Alexandre Lamfalussy postulowali przekazanie planowanej w trakcie prac komitetu europejskiej władzy monetarnej kompetencji w zakresie nadzoru ostrożnościowego. Raport podsumowujący prace komitetu Delorsa zawierał rekomendację by przyszły Europejski System Banków Centralnych odgrywał rolę w koordynacji polityk odnoszących się do nadzoru.
Ostatecznie w Traktacie z Maastricht zawarto przepis przewidujący, że „ESBC przyczynia się do należytego wykonywania polityk prowadzonych przez właściwe władze w odniesieniu do nadzoru ostrożnościowego nad instytucjami kredytowymi i do stabilności systemu finansowego”. Ten sam przepis zawierał klauzulę uprawniającą Radę do przekazania na rzecz EBC dalszych, niesprecyzowanych zadań w dziedzinie nadzoru ostrożnościowego.
Pomysł stworzenia silnego nadzoru na poziomie unijnym ponownie powrócił na polityczną agendę w związku z kryzysem w strefie euro. Kwestia banków znalazła się wówczas w centrum uwagi decydentów, ponieważ to właśnie ten sektor, jego nadmiernie ryzykowne praktyki biznesowe i zbyt głębokie związki z krajowymi rządami (w wielu krajach banki były właścicielami istotnej części obligacji skarbowych, co w momencie kryzysu spowodowało niekorzystną dynamikę jednoczesnego i wzajemnego osłabiania się banków i rządów tzw. doom loop.). Kryzys ujawnił również słabości nadzorów krajowych, które miały tendencję do łagodniejszego traktowania banków o kluczowym znaczeniu dla gospodarki, tak by wesprzeć ich konkurencyjność na rynku międzynarodowym. Problematyczne było również dostosowanie nadzorów krajowych do warunków bezprecedensowej liberalizacji w ramach Unii Gospodarczej i Walutowej. Stworzenie silnego nadzoru na poziomie unijnym, jeden z elementów unijnej odpowiedzi na kryzys wspólnej waluty, miało w założeniu przywrócić zaufanie w bezstronny, obiektywny i profesjonalny nadzór.
Zamiar przekazania EBC kompetencji w zakresie nadzoru bankowego spotkało się z oporem części państw członkowskich. W szczególności tych znajdujących się poza strefą Euro, które obawiały się dominacji nowego unijnego nadzorcy, kosztów reputacyjnych związanych z pozostawaniem poza SSM i tego, że ich głos nie będzie należycie uwzględniony w razie dołączenie do mechanizmu, bez przyjmowania waluty euro. Niejednoznaczne stanowisko wobec SSM miała również największa gospodarka kontynentu – Niemcy. Minister Finansów RFN Wolfgang Schauble oraz prezes Bundesbanku Jens Weidman, sprzeciwiali się proponowanej Unii Bankowej, podczas gry projektowi w większym stopniu sprzyjała kanclerz Merkel. Ten podział osłabił pozycję Niemiec jako potencjalnego lidera koalicji „skąpych” państw północy sprzeciwiających się EBU.
Wiele państw członkowskich pragnęło ochronić specyfikę swojego systemu bankowego przed zagrażającą mu uniformizacją, konieczną w razie stworzenia unii bankowej i jednolitego nadzoru.
Ostatecznie, w wyniku negocjacji i istotnych poprawek do propozycji przedłożonej przez Komisję, rozporządzenie przyjęto w październiku 2013 roku. W listopadzie 2013 roku weszło ono w życie.

### Ustrój
SSM składa się Europejskiego Banku Centralnego oraz właściwych organów państw członkowskich. Nie stanowi on odrębnej instytucji, ani nie posiada osobowości prawnej. Podstawa prawna użyta dla jego utworzenia upoważnia Radę do przekazania szczególnych zadań w dziedzinie nadzoru ostrożnościowego na rzecz Europejskiego Banku Centralnego. W związku z takim sformułowaniem przepisu przekazanie kompetencji możliwe było jedynie na rzecz traktatowo ustanowionych organów Banku. Z tego powodu organy odpowiedzialne w ramach EBC za kompetencje nadzorcze nie mają formalnych uprawnień decyzyjnych.
Za planowanie i wykonywanie zadań nadzorczych odpowiada Rada ds. Nadzoru, która stanowi organ wewnętrzny EBC. Rada składa się z: przewodniczącego i wiceprzewodniczącego, 4 przedstawicieli EBC oraz po jednym przedstawicielu każdego z właściwych organów. Jak wspomniano powyżej, Rada ds. Nadzoru nie ma formalnych kompetencji decyzyjnych. W ramach SSM organami podejmującymi decyzje będzie bądź EBC, bądź właściwe organy krajowe. Nie jest możliwa sytuacja, w której określone decyzje podejmowane są przez SSM jako całość. W przypadku, gdy decyzje podejmuje EBC, uprawnionym organem decyzyjnym jest Rada Prezesów, która otrzymuje projekty decyzji od Rady ds. Nadzoru i ma prawo zgłosić wobec nich sprzeciw, w przeciwnym razie są one przyjmowane.